# Norrtelje Tidning
Norrtelje Tidning (NT) är en femdagarstidning med Norrtälje kommun som spridningsområde. Tidningen ägdes tidigare av Centerpartiets mediekoncern Centertidningar AB men köptes 2005 av bland annat Mittmedia. Efter en rad olika medieaffärer köptes Mittmedia av Bonnier News 2019. Bonnier startade affärsområdet Bonnier News Local där alla lokaltidningar från Mittmedia nu har samlats.  
NT hade år 2014 runt 45 000 dagliga läsare enligt Sifo. Tidningens politiska tillhörighet är (c).

## Historik
Tidningen grundades 1880 som Norrtelje-Tidning. Roslagens allmänna nyhets- och annonsblad. Första numret utkom de 15 maj 1880. En föregångare som tidning i Norrtälje var Norrtelje-Bladet, som hade upphört föregående år när den uppgick i Roslagsbladet.
Norrtelje Tidning och dess dåvarande ägare och chefredaktör Gottfrid Peterson stämdes 1904 av staten i ett tryckfrihetsmål. Staten menade att tidningen brutit mot lagen från 1812 om "missförstånd med främmande makt." Chefredaktören dömdes att betala 2 000 kr i böter. Han valde att inte överklaga, men trots att stödpengar samlades in betalade han böterna ur egen ficka och gav bort de insamlade medlen till välgörande ändamål. Lars J. Hultén, som var chefredaktör för Norrtelje Tidning på 1980-talet, har skrivit boken Åtalet om händelsen. 
År 1969 köptes tidningen av "serietidningskungen" Armas Morby. År 1973 köptes Morbys dagstidningar av Centerpartiet och blev därmed grunden för tidningskoncernen Centertidningar.
År 2005 styckades Centertidningar upp och Norrtelje Tidning såldes till VLT AB. VLT AB uppgick år 2007 i Promedia, som år 2015 såldes till Mittmedia som i sin tur köptes av Bonnier news 2019.
I januari 2018 flyttade redaktionen från Tibeliusgatan till Brogatan.

Rivning av Norrtelje Tidnings tryckeri den 10 mars 2020

## Tryckeri
Tidningen trycktes länge av det egna tryckeriet, Norrtälje Tryckeri, grundat år 1890. Det låg på Tibeliusgatan 1 i fastigheten Handelsmannen 1, där även tidningens redaktion fanns.
Tryckeriet använde sedermera namnet Tabloidtryck i Norden AB, som från år 2002 blev gemensamt bolag för Centertidningars tryckerier i Södertälje, Norrtälje och Östersund. När Centertidningar såldes uppgick Tabloidtryck, inklusive tryckeriet i Norrtälje, i företaget V-Tab. Utöver Norrtelje Tidning trycktes sedermera även ett antal andra tidningar i Norrtälje, såsom Mitt i, ETC och Metro. Under en period trycktes även en del av Aftonbladet och Svenska Dagbladets upplagor.
I januari 2014 meddelade V-Tab att tryckeriet skulle läggas ner. De sista tidningarna trycktes i december 2014, varefter tryckningen flyttade till Västerås. Sedan även Västeråstryckeriet lagts ner trycks tidningen på annan ort.
Det gamla tryckeriet såldes år 2016 till Genova Property Group som hade för avsikt att bygga bostäder på platsen. I november 2019 stod det klart att det gamla tryckeriet skulle rivas.

## Chefredaktörer
- Eli Åhman Petersen, 2004–2007[19][20]
- Katarina Ekspong, 2007–2012
- Mattias Carlson, 2012–2016[21]

Under åren 2016–2019 konsoliderades redaktörskapet inom Mittmedia så att en person var chefredaktör för Norrtelje Tidning såväl som andra tidningar.
- Olov Carlsson, 2016[22]
- Daniel Nordström, 2016–2019[23][24]

Efter att Mittmedia sålts till Bonnier återinfördes den tidigare ordningen med en chefredaktör per tidning.
- Carl Juborg, 2019[25]–2025
- Christian Höijer 2025–

## Norrtelje Tidnings kulturpris
Norrtelje Tidnings kulturpris är ett pris som delas ut varje år sedan 2010. Det ges till en person mellan 15 och 21 år, som varit verksam med någon form av kultur inom tidningens område. Vinnaren får ett diplom och 5 000 kr.

### Vinnare genom åren
- 2010: Johan Fors, bildkonst
- 2011: Matilda Kvarnfors, musik
- 2012: Jenny Persson, dans
- 2013: Liv Fridén, musik
- 2014: Jack Strömberg, nycirkus
- 2015: Erika Lövström Falkenström, foto
- 2016: Madeleine Eriksson, musik
- 2017: Lukas Söderholm, musik
- 2018: Emil Cruz, musik
- 2019: Elin Söderholm, teater
- 2020: Maja Trygg, musikal
- 2021: Priset delades inte ut
- 2022: Oskar Tailpale, musik
- 2023: Kateryna Lato, musik
- 2024: Tim Lambert Karlsson, film och litteratur.